# László Gábor (botanikus)
László Gábor (Budapest, 1878. december 14. – Budapest, 1960. március 5.) geológus, ősnövénytankutató (archeobotanikus).

## Életrajza
Természetrajz-földrajz szakos tanári oklevelét a budapesti egyetemen szerezte, 1903-ban szerzett embertanból doktori címet. 1900-tól a budapesti műegyetem ásvány- és földtani tanszékén volt tanársegéd, majd 1901–1936 között a Földtani Intézet geológusa, főgeológusa, később helyettes igazgatója lett.
1902-ben Magyaróváron talaj- és növénytannal foglalkozott. 1903-tól a Kisalföld agrogeológiáját, 1905-től a hazai tőzeglápokat kutatta, elkészítette a hazai láp- és tőzegmonográfiát.
Az első világháborúban önkéntes volt, 1915-ben Galíciában orosz hadifogságba esett. Asztrahánban és Jekatyerinburgban raboskodott. 28 havi fogság után csererokkantként érkezett haza. A hadsereg kötelékében Szerbiában geológus volt. 1918 nyarán Törökországba küldték, az összeomlás után internálták, 1919-ben érkezett haza.

## Munkássága
A Földtani Intézet ősnövénytárának gondozója volt. Az ártézi kutak föltárásával, kijelölésével is foglalkozott.

## Főbb munkái
- Jelentés az 1905–1909 év folyamán eszközölt zeológiai tőzeg- és lápkutatásról (Emszt Kálmánnal, Budapest, 1906–1911)
- Az emberi agykoponya 8 szélességi méretéről (Budapest, 1913)
- A balatonmelléki tőzeglápok és berkek (Budapest, 1913)
- A tőzeglápok és előfordulásuk Magyarországon (Budapest, 1915)
- Die Torfmoore und ihr Vorkommen in Ungarn (Budapest, 1916)
- Dr. Pálfi Móric emlékezete (Pécs, 1932)
- A Föld kora (Pécs, 1936)